# 迪伦堡
迪伦堡是德国黑森州的一个市镇。总面积83.89平方公里，总人口23525人，其中男性11521人，女性12004人（2011年12月31日），人口密度280人/平方公里。

## 友好城市
- 法國 奥朗日[1]